# مارتین بورمان
مارتین لودویگ بورمان (۱۷ ژوئن ۱۹۰۰–۲ مه ۱۹۴۵) یکی از افراد سرشناس حزب سوسیالیست ملی کارگران آلمان بود. وی یکی از اعضای برجسته دستگاه رایش سوم، معاون و جانشین آدولف هیتلر پیشوای آلمان نازی بود. وی از متهمین اصلی دادگاه معروف نورنبرگ بود.
(بورمن با استفاده از موقعیت خود به عنوان منشی خصوصی هیتلر رهبر حزب نازی برای کنترل جریان اطلاعات و دسترسی به هیتلر، قدرت بسیار زیادی به دست آورد. او از موقعیت خود برای ایجاد یک بوروکراسی گسترده استفاده کرد و تا حد امکان خود را در تصمیم‌گیری مشارکت داد.
بورمن در سال ۱۹۲۲ در حالی که به عنوان مدیر یک املاک بزرگ کار می‌کرد به سازمان شبه نظامی Freikorps پیوست. او نزدیک به یک سال به عنوان همدست دوستش رودولف هس (فرمانده بعدی اردوگاه کار اجباری آشویتس) در قتل والتر کادو در زندان گذراند. بورمن در سال ۱۹۲۷ به حزب نازی و در سال ۱۹۳۷ به Schutzstaffel (SS) پیوست. او ابتدا در خدمات امنیت حزب کار کرد و در ژوئیه ۱۹۳۳ به دفتر معاون پیشوا رودولف هس منتقل شد و در آنجا به عنوان رئیس ستاد خدمت کرد.
بورمن در حلقه درونی هیتلر پذیرفته شد و او را در همه جا همراهی کرد و خلاصه و خلاصه رویدادها و درخواست‌ها را ارائه کرد. او در ۱۲ آوریل ۱۹۴۳ به عنوان منشی شخصی هیتلر منصوب شد.[۳] پس از پرواز انفرادی هس به بریتانیا در ۱۰ مه ۱۹۴۱ برای مذاکرات مخفی صلح با دولت بریتانیا، بورمن وظایف سابق هس را با عنوان رئیس پارتیکانزلی (صدر صدراعظم حزب) به عهده گرفت. او تأیید نهایی انتصابات خدمات امنیتی را داشت، قوانینی را بررسی و تصویب کرد، و تا سال ۱۹۴۳ عملاً بر تمام امور داخلی کنترل داشت. بورمن یکی از حامیان اصلی شکنجه یهودیان و اسلاوها در مناطقی بود که در طول جنگ جهانی دوم توسط آلمان فتح شده بود.
در ۱۶ ژانویه ۱۹۴۵ با نزدیک شدن ارتش سرخ به شهر، بورمن به همراه هیتلر به فوهرربونکر در برلین بازگشت. پس از خودکشی هیتلر، بورمن و دیگران در ۲ مه تلاش کردند تا از برلین فرار کنند تا توسط شوروی دستگیر نشوند. بورمن احتمالاً روی پل نزدیک ایستگاه لهرتر خودکشی کرد و جسد او در ۸ مه ۱۹۴۵ در همان نزدیکی به خاک سپرده شده بود. اما تا سال ۱۹۷۳ یافت نشد و به عنوان جسد بورمن تأیید شد. شناسایی مجدد در سال ۱۹۹۸ توسط آزمایش DNA تأیید شد. بورمن ناپدید شده توسط دادگاه نظامی بین‌المللی در دادگاه‌های نورنبرگ در سال‌های ۱۹۴۵ و ۱۹۴۶ به‌طور غیابی محاکمه شد. او به جنایات جنگی و جنایات علیه بشریت محکوم شد و به اعدام با دار زدن محکوم شد.